# Národní zemědělské muzeum Praha
Národní zemědělské muzeum Praha je muzeum v Praze na Letné v Kostelní ulici v městské části Praha 7, v těsném sousedství budovy Národního technického muzea.
Muzeum sídlí ve funkcionalistické budově, která je zároveň hlavní výstavní budovou a administrativní centrálou Národního zemědělského muzea, které má řadu dalších pracovišť, a kde jsou umístěny jednotlivé podsbírky a vědecká kurátorská pracoviště.

## Historie
Přesto, že počátky Národního zemědělského muzea spadají do roku 1918 a první zemědělské sbírky u nás začaly vznikat již na konci 18. století, na budovu ústředního zemědělského muzea v Praze si musela nově vzniklá samostatná republika počkat.
První ucelený soubor sbírkových předmětů, vystavený na Jubilejní zemské výstavě v Praze v roce 1891 a po té v roce 1895 na Národopisné výstavě českoslovanské, nebylo kam umístit a došlo tak k rozdělení unikátního sbírkového muzejního fondu mezi několik institucí. Část byla také součástí Národopisného muzea, které pro ně v roce 1896 získalo do pronájmu několik místností v paláci Sylva-Taroucců v ulici Na Příkopě v Praze. V letech 1902–1938 muzeum přesídlilo do letohrádku Kinských.

### Sídlo Národního zemědělského muzea
Neexistence samostatné instituce Národního zemědělského muzea způsobovala značné problémy týkající se zejména nemožnosti vytvářet kvalitní sbírkový fond. V roce 1911 proto Josef Kazimour založil muzejní komisi Zemědělského muzea, v roce 1918 byl jedním z iniciátorů vzniku Spolku Českého zemědělského muzea a prosazoval stavbu vlastní muzejní budovy v Praze. Díky propojení spolku s agrární stranou (členem byl vedle předsedy Antonína Švehly také například ministr zemědělství Milan Hodža), byla pro muzeum zajištěná potřebná finanční podpora.
Potřebu vlastní budovy mělo také technické muzeum. Proto se obě instituce domluvily na společném projektu. Obava ze ztráty samostatnosti vedla k tomu, že si obě instituce nechaly vypracovat své návrhy na budoucí podobu zastavovacího náčrtu. Zatímco zemědělské muzeum předložilo návrh prof. Theodora Petříka propojující obě dvě instituce, návrh technického muzea, realizovaný prof. Čenským, představoval dvě samostatné budovy. Po dalších jednáních došlo ke shodě a 15. března 1935 vypsaly obě muzea veřejnou anonymní soutěž na ideové náčrtky spojené budovy. Ze soutěže vyšel vítězně, po vypsání druhého užšího kola, architekt prof. Dr. Milan Babuška. Ten byl na konci roku 1935 pověřen vypracováním plánů, avšak Pražská obec si prosadila nezbytnost komunikace v prodloužení ulice Ovenecké a práce byly pozastaveny. V roce 1936 byl představen finální náčrt, opět z rukou Milana Babušky, na dvě samostatné budovy.
V letech 1937–1939 byly na Letné vystavěny dvě nové funkcionalistické budovy, zemědělského a technického muzea, čímž se cesty obou institucí rozešly. Zatímco technické muzeum mohlo budovat nové expozice, tehdy ještě nezkolaudovaná budova zemědělského muzea, do které byly přestěhovány veškeré sbírky muzea, byla 5. září 1939 zabrána německou okupační armádou pro potřeby Kriegsarchivu. Sbírky se musely narychlo vystěhovat do provizorních skladišť (budova v Zahradě Kinských, stodola na Bertramce), kde zůstaly až do konce války. Ještě než se mohlo po válce vrátit zemědělské muzeum do svých prostor, nařídil Zemědělský národní výbor zajištění budovy pro účely Národního muzea v Praze. Tehdy se ještě podařilo díky intervenci ministerstva zemědělství budovu Zemědělskému muzeu vrátit, avšak již v roce 1950 byla zabavena pro účely Státní dislokační komise. To už se přitom po slavnostním otevření v roce 1948 muzeum pyšnilo na ploše 3600 m2 expozicí vývoje zemědělství v prvním patře, expozicí soudobé živočišné a rostlinné výroby, zemědělského průmyslu a zahradnictví ve druhém patře a expozicí lesnickou a mysliveckou v patře třetím. Své sbírky muselo opět stěhovat, protože v budově se na dlouhá léta usadil Státní projektový ústav Stavoprojekt. Kontinuitu muzea narušuje v roce 1952 také zrušení muzejního spolku a zestátnění.

### Návrat na Letnou
Rok 1989 byl zlomem nejenom pro Československo, ale také pro zemědělské muzeum. Rozhodnutím ministerstva kultury byla 22. prosince 1992 zřízena státní příspěvková organizace Národní zemědělské muzeum v Praze a členům obnoveného Spolku zemědělského muzea se podařilo v roce 1994 s ministrem zemědělství Josefem Luxem vyjednat navrácení letenské budovy. Padesát let užívání stavby k jiným než muzejním účelům se nicméně podepsalo na jejím stavu. Bylo třeba odstranit nevhodné zásahy do konstrukce, spočívající ve vložených patrech a vyzděných příčkách, a obnovit původní výstavní sály. První expozice nazvaná Jede Traktor! byla v letenské budově otevřena až v roce 2006.
V letech 2015–2018 prošla budova a její výstavní prostory generální rekonstrukcí, jejíž součástí byla úprava interiérů a návrat výstavních sálů do podoby podle původního projektu architekta Babušky. Součástí „oživení“ muzea byl vznik nových expozic, které mapují historii jednotlivých zemědělských oborů, kromě vlastního zemědělství i rybářství, lesnictví, myslivost, gastronomii, zabývají se problematikou ochrany půdy a vody v krajině, je zde i pracoviště zabývající se související archeologickou činností. V rámci rekonstrukce byla na střeše budovy vybudovaná střešní terasa s vyhlídkou, výstavním prostorem a malým políčkem. Výhled z ní se přiřadil k nejkrásnějším výhledům na Prahu. Expozice (včetně terasy) získaly bezbariérový přístup.
Dalším výstavním prostorem se stal muzejní dvůr, kde probíhají výstavy, popularizační akce muzea a kde je také stálá expozice s živými hospodářskými zvířaty.
Pražské muzeum se svými partnery organizuje různé další akce, které buď přímo, nebo nepřímo souvisí se zemědělstvím, pořádá akce jako je Letenské prase a Letenský masopust, Letenská husa aneb košt Svatomartinského vína, Bylinkový den, je partnerem Noci v muzeu, Noci vědců, spolupořádá trhy, poskytuje prostory pro edukativní přednášky a kongresy, pořádá vědecké konference. Prostory muzea lze pronajmout i na soukromé akce.

## Expozice

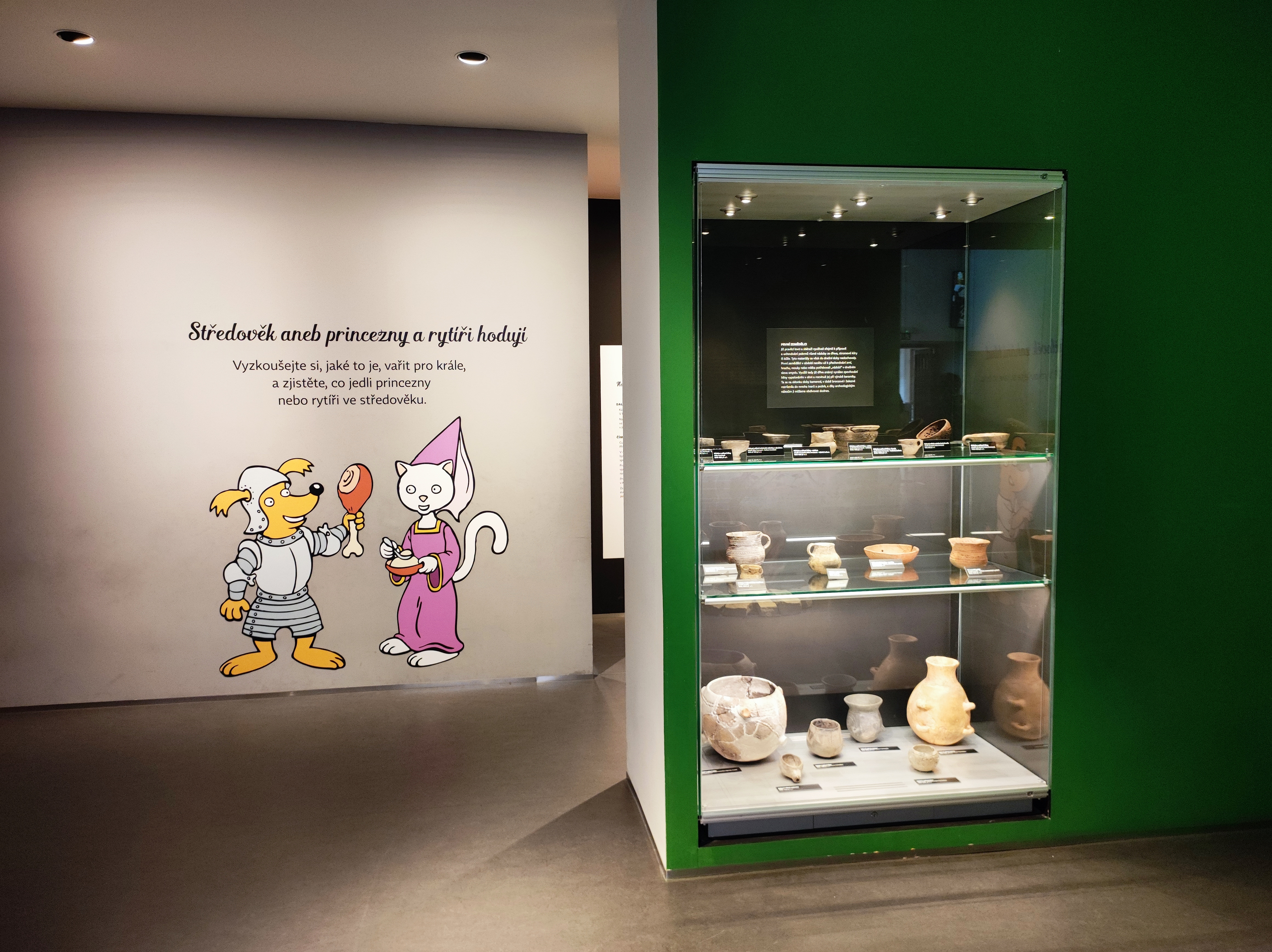
Expozice Gastronomie

### Gastronomie
Expozice se skládá hned z několika částí. Nabízí pohled na vývoj přípravy jídla a kuchyňského náčiní, zavede návštěvníky do kuchyní jejich rodičů a prarodičů. V části dětské gastronomie si mohou děti vyzkoušet nakupování i vaření a vnímat potraviny všemi smysly. Část expozice je věnována odpadům a správnému třídění. Expoziční část je doplněna o moderní gastrostudio, které nabízí návštěvníkům gastronomii v praxi. Gastrostudio je dějištěm kuchařských klání profesionálních kuchařů, kteří svůj um předávají také laikům v rámci kurzů Uvařeno v muzeu. Expozice gastronomie se nachází ve třetím patře.

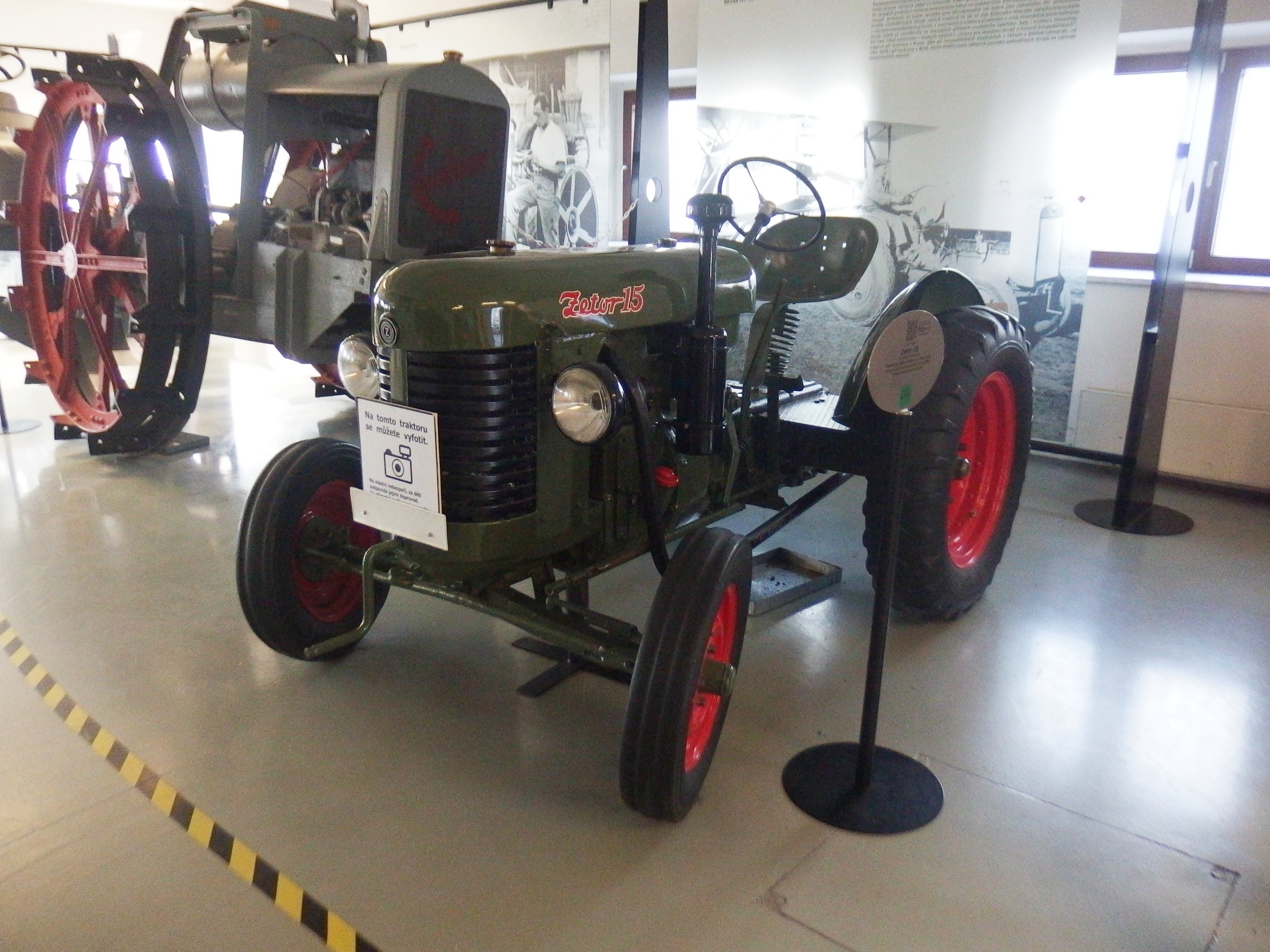
Expozice Traktory

### Traktory
Zemědělské stroje a sestavy dávají nahlédnout do rozsáhlého odvětví výroby, kterému náš stát po dlouhá léta vévodil. Na návštěvníky čeká monumentální motorový pluh Excelsior a traktory českých i zahraničních značek. Část strojů je prezentována jako sestavy, jejichž součástí jsou například brány nebo mlátička. Pro děti je připravena dráha pro odrážedla, traktorový trenažer a herní simulátor. Expozice se nachází v suterénu muzea.

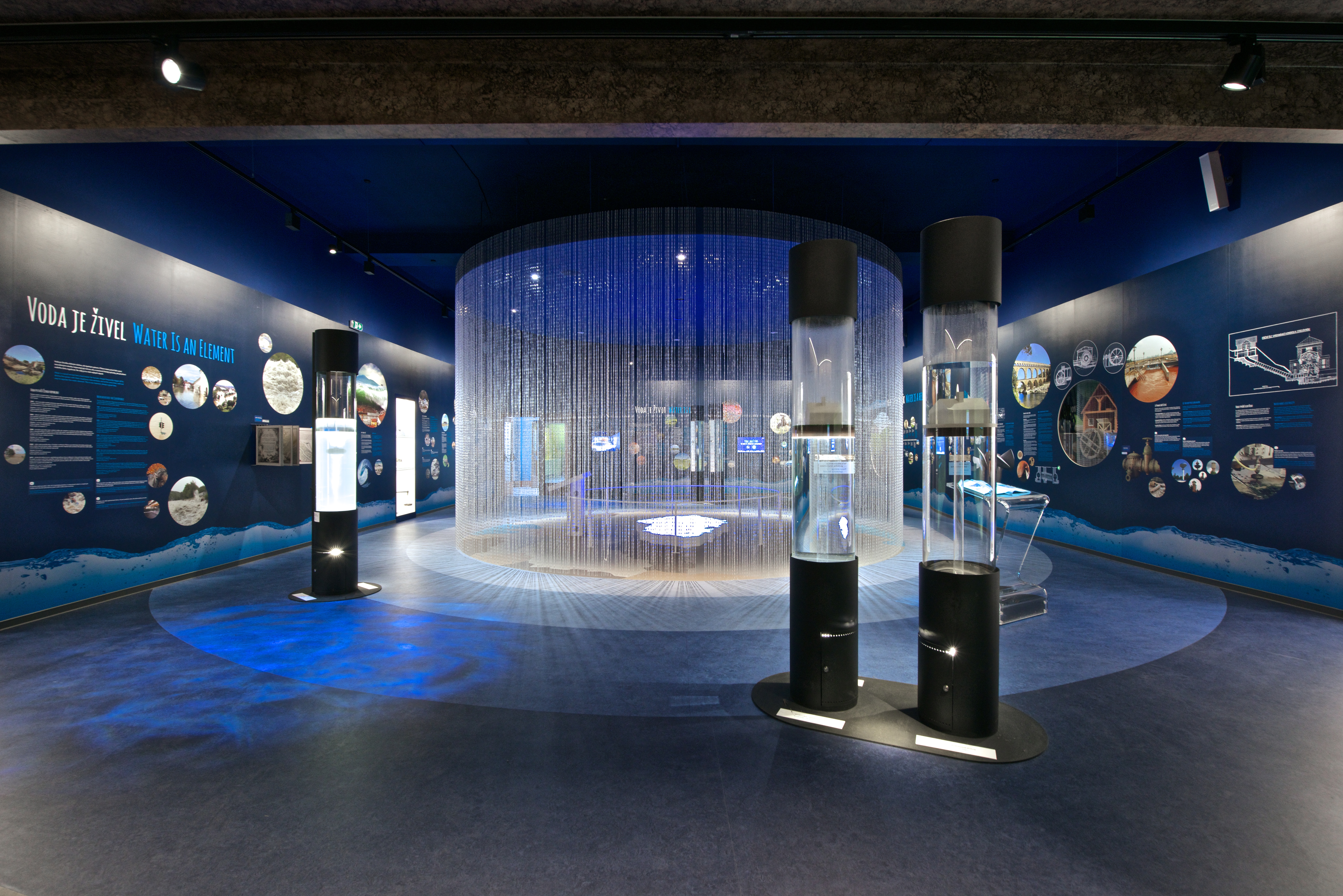
Expozice Voda v krajině

### Voda v krajině
Expozice představuje vodu jako základní stavební článek živých organizmů, jako krajinný prvek i jako nezbytnou součást dalších procesů, které na naší planetě probíhají. Její součástí jsou interaktivní prvky jako je plastický model Česka, na který se přehrávají "příběhy vody", skleněné válce s ukázkami vlastností vody v praxi, exponáty jako je přečerpávací elektrárna nebo vodní mlýn. Nachází se ve druhém patře a je přístupná přes expozici Zemědělství.

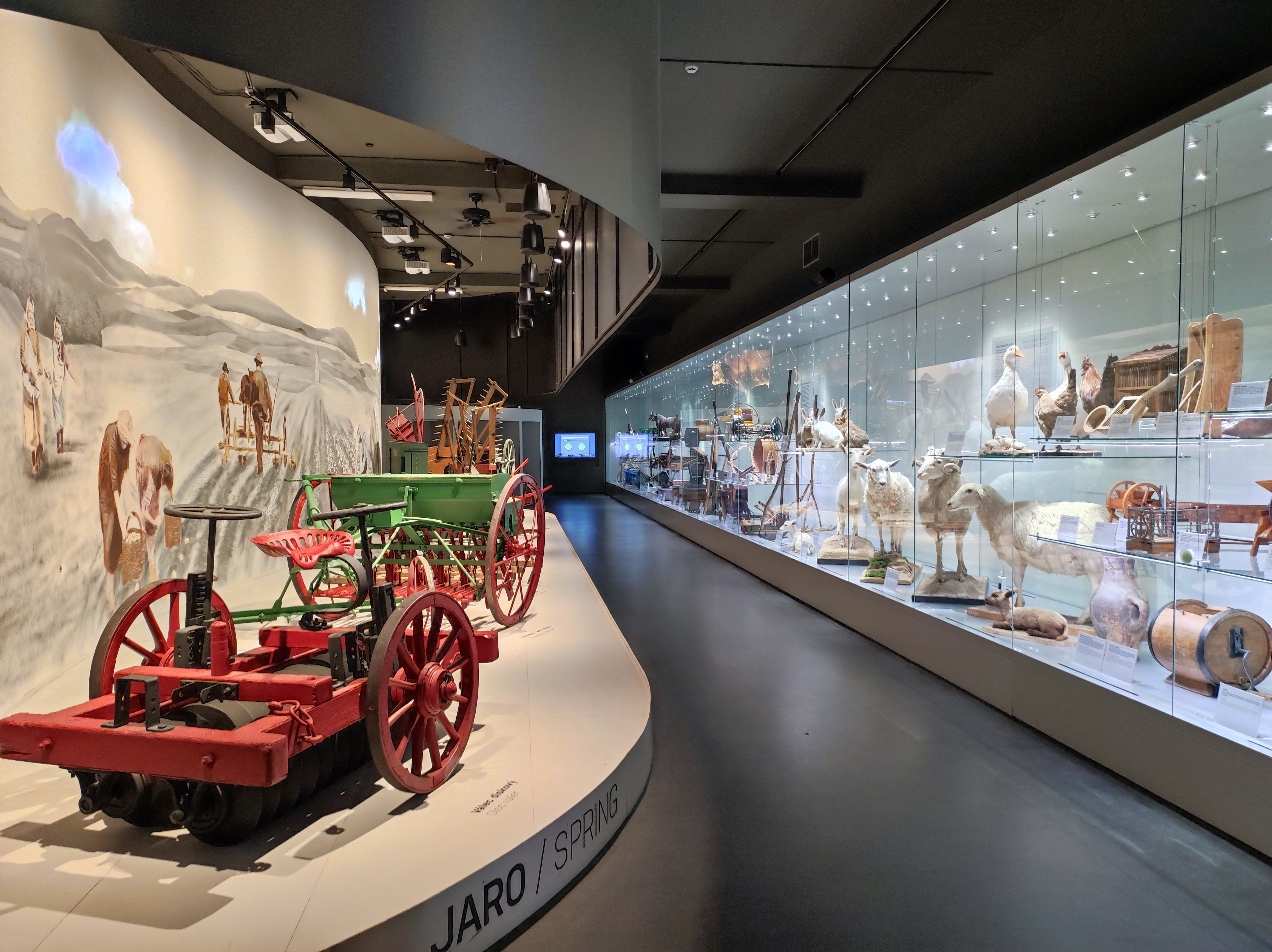
Expozice Zemědělství

### Zemědělství
Bez zemědělství by lidstvo nebylo lidstvem. Expozice provádí návštěvníky vývojem zemědělství s důrazem na období selského lidu, potřebu modernizace a rozvoje moderních technologií. Nechybí v ní historické nástroje, jakými je i originální ruchadlo bratranců Veverkových, preparáty hospodářských zvířat s dominantou v podobě plemenného býka Césara, ale ani základní informace o nezbytnosti vstupů do zemědělství (pesticidy, hnojiva, veterinární přípravky). Expozice je zpestřena audio koutkem, který nabízí příběhy našich předků. Děti si mohou prohlédnout miniatury zemědělských usedlostí, proběhnout světničkou, podojit krávu nebo upéct chleba v peci. Expozice se nachází ve druhém patře.

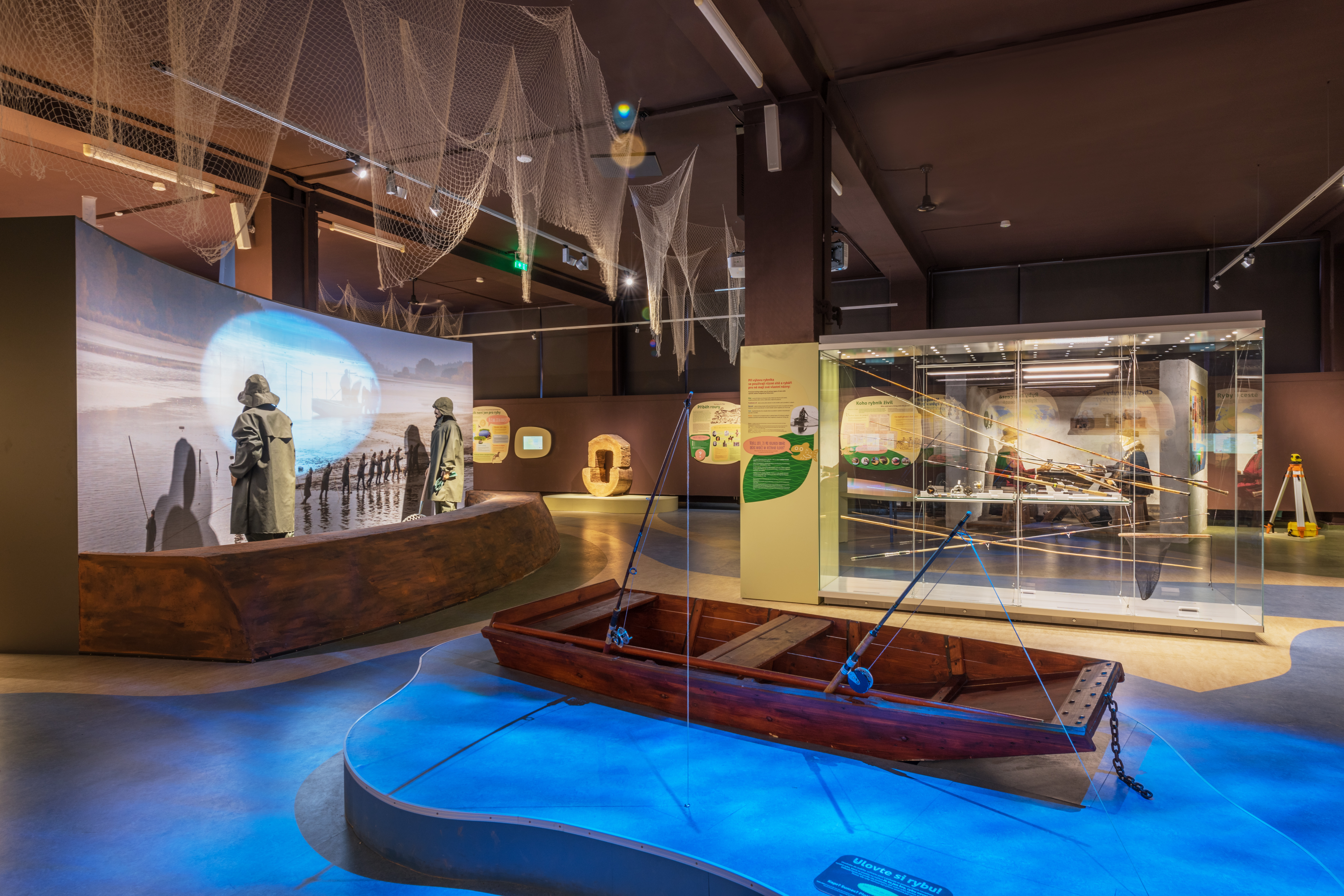
Expozice Rybářství

### Rybářství
Moderní interaktivní expozice představuje počátky rybářství a rybníkářství, jejich bohatou historii i současnost. Je doplněna o velká akvária s ukázkou sladkovodních ryb, interaktivní model rybniční soustavy, dioráma výlovu rybníka nebo rybářské vybavení, které si mohou návštěvníci na místě vyzkoušet. Expozice byla po svém zpřístupnění v roce 2015 oceněna 2. místem v soutěži Gloria musaealis. Nachází se v prvním patře muzea.

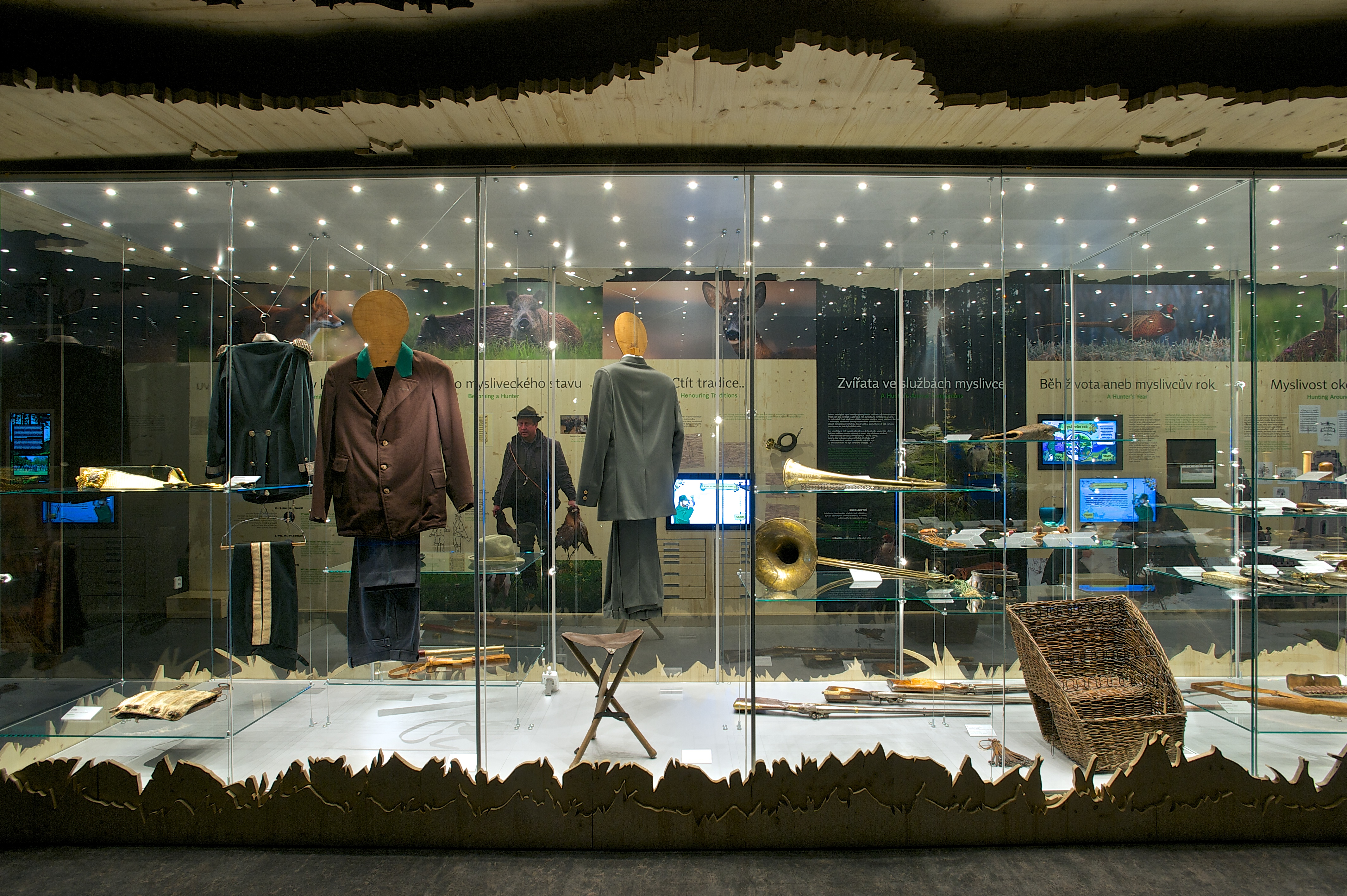
Expozice Myslivost

### Myslivost
Expozice představuje myslivost jako profesi s dlouholetou tradicí. Návštěvníkům dá nahlédnout do myslivcova roku, jednotlivých aktivit a povinností za pomoci pestrých sbírkových předmětů a interaktivních prvků. Nechybí tu sokolnictví, kynologie, stopařství nebo zbraně. Pro děti i dospělé je připraveno několik kvízů zaměřených na zvěř nebo mysliveckou mluvu a tradice. Expozici najdete v prvním patře za výstavou věnovanou lesnictví.

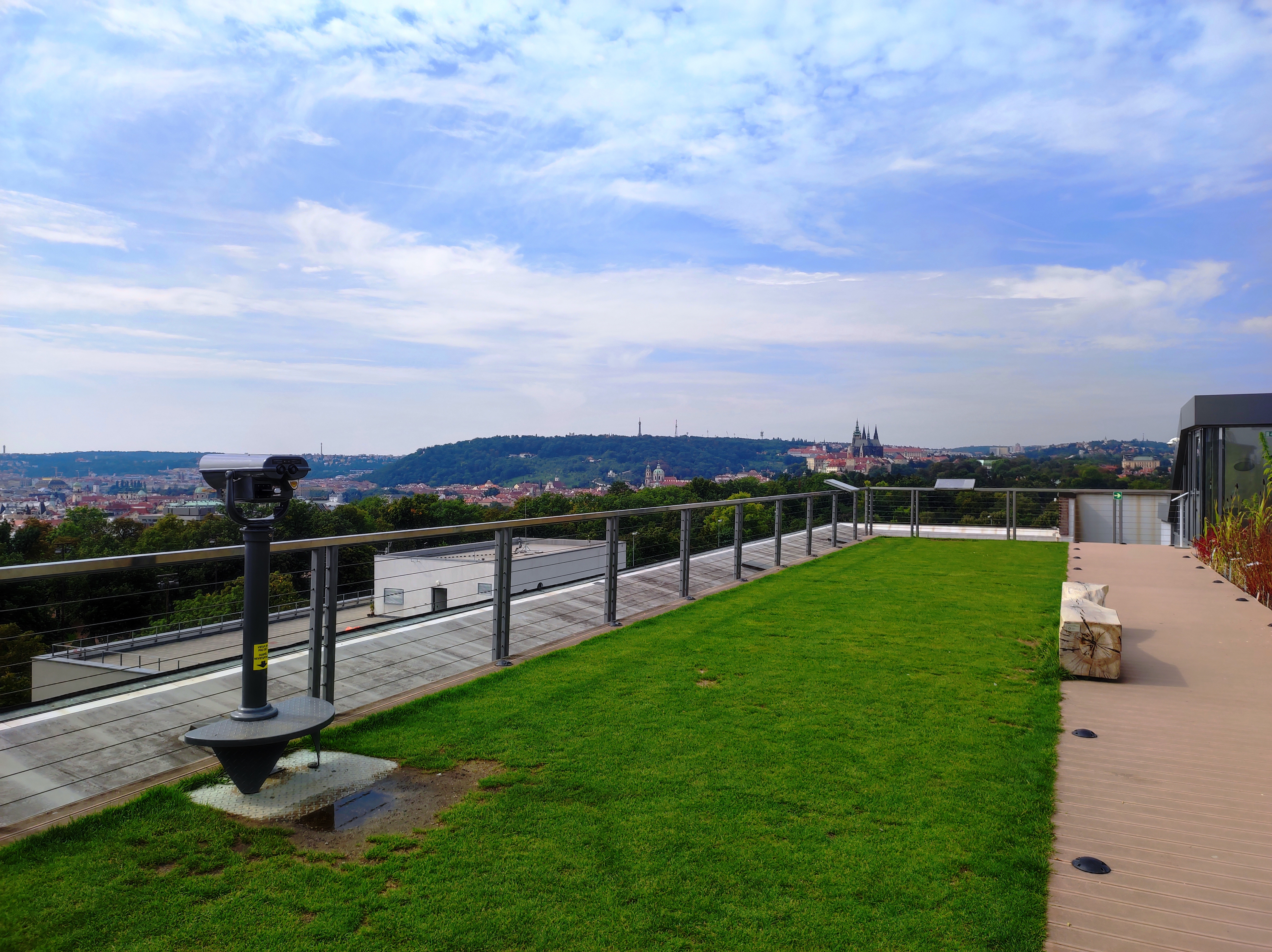
Živá zahrada výhledů

### Živá zahrada výhledů
Návštěvníkům přístupná střecha muzea slouží jako raritní prostor pro demonstraci koloběhu zemědělských plodin na ukázkovém políčku. Ke studiu života včel slouží včelí úly. Prostor je využíván k instalaci panelových výstav, ale je oceňován zejména pro jedinečnou možnost výhledu na Prahu.

### Malý selský dvorek
Venkovní prostor muzea nabízí veřejnosti volně přístupnou expozici drobných hospodářských zvířat. Mezi obyvatele dvora patří slepice, kachny, holubi a králíci. Součástí dvora je stylizovaná prvorepubliková zahrada, jejíž součástí je dětský kolotoč, altán, lavičky, pergola nebo houpačka. Atmosféru doplňují růžové a další květinové záhony.